# Christoforos Papakaliatis
Christoforos Papakaliatis (griechisch Χριστόφορος Παπακαλιάτης, englisch Christopher Papakaliatis; * 23. Dezember 1975, in Iraklio, Kreta) ist ein griechischer Schauspieler, Drehbuchautor und Regisseur, dessen Serie Maestro in Blue 2023 als erste griechische Fernsehserie von der Streamingplattform Netflix gekauft wurde.

## Leben
Papakaliatis ist der Sohn von Villy Malamis, einer griechischstämmigen Südafrikanerin, und Manolis Papakaliatis. Nach der Scheidung seiner Eltern zog er mit vier Jahren mit seiner Mutter und dem jüngeren Bruder von Kreta nach Athen, wo er aufwuchs und zur Schule ging. Schon als Schüler übernahm er Rollen im Fernsehen.
Bewusst veröffentlicht Papakaliatis keine Informationen zu seinem Privatleben, bekannt ist lediglich, dass er unverheiratet ist und keine Kinder hat (Stand 2023).

## Karriere
Mit 16 Jahren bewarb sich Papakaliatis um eine Rolle in einem Film, er gewann das Casting und arbeitet seitdem als Schauspieler. Nach seinem Schulabschluss ging er auf die Athener Schauspielschule Dramatiki Scholi Themelio, die er 1997 abschloss. Durch sein Mitwirken in mehreren beliebten, griechischen Fernsehserien wie beispielsweise Zehn kleine Mitsi, Anastasia oder Anatomie eines Verbrechens erlangte er einen hohen Bekanntheitsgrad in Griechenland. Ab 1999 wurden seine eigenen Drehbücher verfilmt. Seine erste Fernsehserie war Unser Leben – ein Weg, es folgten Du sollst auf mich aufpassen, Die drei Wünsche, Nur zwei Tage, 4 und Maestro in Blue. Diese Serien, die im Auftrag von privaten griechischen Fernsehkanälen gedreht worden waren, konnten hohe Einschaltquoten erreichen und zeichneten sich durch eine sehr detaillierte musikalische Bearbeitung aus. Nach eigenen Angaben in einem Interview möchte er in seiner Arbeit die griechische Realität darstellen und gesellschaftliche Konflikte aufzeigen.
2012 drehte Papakaliatis mit Was wäre wenn … seinen ersten Spielfilm für das Kino. Im Jahr darauf erhielt er den Hellenic Film Academy Award als bester griechischer Regisseur für diesen Film. Im selben Jahr war er in einer Nebenrolle des internationalen Spielfilms Gott liebt Kaviar zu sehen, in dem Sebastian Koch die Hauptrolle spielte und Catherine Deneuve mitwirkte.
Sein nächster Spielfilm Worlds Apart entstand 2015 und kam 2017 auch in die deutschen Kinos. In einer Kritik wurde dazu geschrieben, dass es sich um ein „aufwühlendes Sozialdrama über gesellschaftliche Konflikte und Unruhen in Griechenland, hart und schonungslos realistisch“ handele und dass das hellenische Kino „selten besser“ gewesen sei. In Griechenland konnte der Film 700.000 verkaufte Tickets verbuchen und gehört so zu den großen kommerziellen Erfolgen von Papakaliatis. Worlds Apart wurde auch in der Schweiz, den USA, verschiedenen europäischen Ländern, Südkorea, Indien, Vietnam, Brasilien und Australien gezeigt.
2022 lief die von Papakaliatis gedrehte Fernsehserie Maestro mit großem Erfolg in dem griechischen privaten Fernsehsender MEGA Channel und wurde dann von Netflix gekauft. Dort erfreute sich die Serie unter dem Namen Maestro in Blue auch großer internationaler Beliebtheit und konnte schnell unter die 10 beliebtesten Serien im März 2023 aufsteigen. Von der H & M (Heritage & Museum) Organisation, einer gemeinnützigen Organisation mit Sitz in Athen, die sich die Förderung des internationalen Kulturerbes durch die Koordinierung und Umsetzung von Kommunikations-, Bildungs- und Forschungsaktivitäten zum Ziel gesetzt hat, erhielt Papakaliatis zusammen mit seinem Filmteam im März 2023 eine Auszeichnung für Maestro in Blue.
Papakaliatis trat auch mehrfach in Theaterstücken Athener Bühnen auf.

## Filmografie (Auswahl)

### Kino
- 2012 Ο Θεός αγαπάει το χαβιάρι (God Loves Caviar, Gott liebt Kaviar)
- 2012 Αν... (Was wäre wenn …) (Hauptrolle, Regie und Drehbuch)
- 2015 Ένας άλλος κόσμος (Worlds Apart, Eine andere Welt) (Hauptrolle, Regie und Drehbuch)

### Fernsehen
- 1992–2001 Δέκα Μικροί Μήτσοι (Zehn kleine Mitsi)
- 1993–1994 Αναστασία (Anastasia)
- 1994 Ανατομία ενός εγκλήματος (Anatomie eines Verbrechens)
- 1999–2000 Η ζωή μας μια βόλτα (Unser Leben – ein Weg) (Hauptrolle, Drehbuch)
- 2000–2001 Να με προσέχεις (Du sollst auf mich aufpassen) (Hauptrolle, Drehbuch)
- 2002 Οι Τρεις Ευχές (Die drei Wünsche) (Hauptrolle, Drehbuch)
- 2002–2004 Κλείσε τα μάτια (Schließe die Augen) (Hauptrolle, Drehbuch, Regie)
- 2005–2007 Δυο μέρες μόνο (Nur zwei Tage) (Hauptrolle, Drehbuch, Regie)
- 2009–2010 4 (Hauptrolle, Drehbuch, Regie)
- 2019 Ένας κόσμος (One World, Eine Welt) (Dokumentarfilm für den gemeinnützigen Verein Action Aid,[11] Regie und Moderation)
- 2022 Maestro in Blue (Hauptrolle, Drehbuch, Regie)

## Buchveröffentlichungen
- Δυο μέρες μόνο (Dyo meres mono, Nur zwei Tage). Roman. Verlag Ellinika grammata, Athen 2005, ISBN 978-960-442-159-6.
- Οι αταίριαστοι (η πολιτική συναντά την τέχνη). Εξήντα δύο συζητήσεις... με τον Θανάση Νιάρχο (Die Unpassenden. Politik trifft Kunst. 62 Gespräche ... mit Thanasis Niarchos). Verlag Govosti, Athen 2012, ISBN 978-960-446-191-2.